# Smithfield (Virgínia)
Smithfield és una població dels Estats Units a l'estat de Virgínia. Segons el cens del 2000 tenia 6.324 habitants.

## Demografia
Segons el cens del 2000, Smithfield tenia 6.324 habitants, 2.438 habitatges, i 1.830 famílies. La densitat de població era de 256,2 habitants per km².
Dels 2.438 habitatges en un 37,1% hi vivien nens de menys de 18 anys, en un 53,2% hi vivien parelles casades, en un 17,8% dones solteres, i en un 24,9% no eren unitats familiars. En el 21,5% dels habitatges hi vivien persones soles el 9,7% de les quals corresponia a persones de 65 anys o més que vivien soles. El nombre mitjà de persones vivint en cada habitatge era de 2,55 i el nombre mitjà de persones que vivien en cada família era de 2,95.
Per edats la població es repartia de la següent manera: un 27% tenia menys de 18 anys, un 7% entre 18 i 24, un 29,3% entre 25 i 44, un 23,1% de 45 a 60 i un 13,6% 65 anys o més.
L'edat mediana era de 38 anys. Per cada 100 dones de 18 o més anys hi havia 82,4 homes.
La renda mediana per habitatge era de 43.224$ i la renda mediana per família de 53.906$. Els homes tenien una renda mediana de 40.845$ mentre que les dones 24.419$. La renda per capita de la població era de 19.301$. Entorn de l'11,8% de les famílies i el 12% de la població estaven per davall del llindar de pobresa.

## Poblacions més properes
El següent diagrama mostra les poblacions més properes.